# 1797 dans le catholicisme
Chronologie du catholicisme
- 1793
- 1794
- 1795
- 1796
- 1797
- 1798
- 1799
- 1800
- 1801

Cet article présente les faits marquants de l'année 1797 dans le catholicisme.

## Évènements
- 24 août : En France, abrogation des lois pénales contre les prêtres réfractaires.

## Naissances
- 21 janvier : Auguste Allou, prélat français, évêque de Meaux († 30 août 1884)
- 24 janvier : Léon Papin Dupont, défenseur français du culte catholique, vénérable († 18 mars 1876)
- 1er février : Adèle de Glaubitz, religieuse française, fondatrice des Sœurs de la Croix de Strasbourg († 8 janvier 1858)
- 2 février : Philéas Jaricot, prêtre français († 26 février 1830)
- 6 février : Vaast Barthélemy Henry, prêtre et historien local français († 21 février 1884)
- 12 février : John Timon, prélat américain, premier évêque de Buffalo († 16 avril 1867)
- 15 février : Étienne-Jean-François Le Herpeur, prélat français, premier évêque de Martinique († 13 avril 1858)
- 1er mars : Joachim Guillome, prêtre et auteur français († 5 octobre 1857)
- 19 mars : Jean-Baptiste Boucho, prélat et missionnaire français, vicaire apostolique de Malacca-Singapour († 6 mars 1871)
- 22 mars : Bienheureux Jean-Bernard Rousseau, prêtre français, militant pour l'abolition de l'esclavage † 13 avril 1867)
- 25 mars : Bienheureux Antonio Rosmini, prêtre et penseur italien, fondateur de l'Institut de la Charité († 1er juillet 1855)
- 27 mars : Louis Lambillotte, prêtre jésuite, compositeur et maître de chapelle belge († 27 février 1855)
- 14 avril : Giovanni Corti, prélat italien, évêque de Mantoue († 12 décembre 1868)
- 15 avril : Saint Michel Garicoïts, prêtre français, fondateur des Prêtres du Sacré-Cœur de Jésus de Bétharram († 14 mai 1863)
- 8 mai : Giacomo Luigi Brignole, cardinal italien de la Curie († 23 juin 1853)
- 20 juin : Bienheureuse Caroline Gerhardinger, religieuse allemande, fondatrice des Pauvres sœurs des écoles de Notre-Dame († 9 mai 1879)
- 26 juin : Charles-Nicolas-Pierre Didiot, prélat français, évêque de Bayeux et Lisieux († 26 juin 1797)
- 29 juin : Frederic Baraga, prélat, grammairien et missionnaire slovène, premier évêque de Sault-Sainte-Marie et Marquette († 19 janvier 1868)
- 15 juillet : Bénigne-Urbain-Jean-Marie du Trousset d'Héricourt, prélat français, évêque d'Autun († 8 juillet 1851)
- 21 août : Théodore Combalot, prêtre, orateur et missionnaire français († 18 mars 1873)
- 22 août : Augustin-Magloire Blanchet, prélat canadien, premier évêque de Nessqually († 25 février 1887)
- 30 août : Théodore Ryken, religieux néerlandais, fondateur des Frères de Saint-François-Xavier († 26 novembre 1871)
- 12 septembre : Sainte Émilie de Vialar, religieuse française, fondatrice des Sœurs de Saint-Joseph-de-l'Apparition († 24 août 1856)
- 16 septembre : Levi Silliman Ives, évêque épiscopalien et universitaire américain, converti au catholicisme († 13 octobre 1867)
- 1er octobre : Pier Gaetano Feletti, religieux dominicain et inquisiteur italien († 4 juin 1881)
- 6 octobre : Joseph Othmar von Rauscher, cardinal autrichien, archevêque de Vienne († 24 novembre 1875)
- 24 octobre : Štefan Moyses, prélat, enseignant et patriote slovaque, évêque de Banská Bystrica († 5 juillet 1869)
- 11 décembre : Francesco Pentini, cardinal italien de la Curie († 17 décembre 1869)
- 12 décembre : Nicolas Deschamps, prêtre jésuite, enseignant, polémiste et prédicateur français († 29 mai 1873)
- 13 décembre : Jean Gerin, prêtre français, dévoué auprès des pauvres, serviteur de Dieu († 13 février 1863)
- 14 décembre : Antonio Maria Cagiano de Azevedo, cardinal italien de la Curie († 13 janvier 1867)
- 25 décembre : Bernard Donald MacDonald, prélat canadien, évêque de Charlottetown († 30 décembre 1859)

## Décès
- 12 janvier : Pierre Anastase Torné, prélat et homme politique français, évêque constitutionnel du Cher (° 21 janvier 1727)
- 22 février : 
  - Joseph-Dominique de Cheylus, prélat réfractaire français, évêque de Bayeux (° 1717)
  - Auguste Philippe de Limburg Stirum, prélat allemand, prince-évêque de Spire (° 16 mars 1721)
- 23 mars : 
  - François-Xavier Veytard, prêtre réfractaire et homme politique français (° 5 décembre 1731)
  - Marcus Anton Wittola, prêtre et théologien autrichien (° 25 avril 1736)
- 31 mars : Jacques Rangeard, prêtre, homme de lettres et homme politique français (° 17 mai 1723)
- 4 avril : Guillaume Antoine Le Monnier, prêtre, traducteur, dramaturge et poète français (° 17 janvier 1723)
- 4 mai : 
  - Agostino Antonio Giorgi, religieux augustin, conservateur et orientaliste italien (° 10 mai 1711)
  - Charles-César Périer, prêtre et homme politique français (° 18 septembre 1748)
- 6 mai : François Trouvé, religieux français, dernier abbé de Cîteaux (° 1716)
- 14 mai : Ireneo Affò, religieux franciscain, historien de l'art, écrivain et numismate italien (° 10 décembre 1741)
- 24 juin : Nicolas Philbert, prélat français, évêque constitutionnel des Ardennes (° 31 octobre 1725)
- 1er juillet : Jean Fleury, prêtre réfractaire et homme politique français (° 10 janvier 1731)
- 9 juillet : Léonor François de Tournely, prêtre français, fondateur de la Société des Pères du Sacré-Cœur de Jésus (° 21 janvier 1767)
- 14 juillet : 
  - Louis Bonnefoy, prêtre ayant renoncé au sacerdoce et homme politique français (° 3 juillet 1748)
  - Emmanuel de Rohan-Polduc, religieux et aristocrate français, grand-maître des Hospitaliers (° 18 avril 1725)
- 14 août : António Pereira de Figueiredo, religieux oratorien et écrivain portugais (° 14 février 1725)
- 20 août : Mathurin Bourg, prêtre et missionnaire acadien (° 9 juin 1744)
- 5 septembre : Pierre Pacareau, prélat français, évêque constitutionnel de la Gironde (° 2 septembre 1711)
- 8 septembre : Isaac-Étienne Robinet, prélat français, évêque constitutionnel de la Charente-Inférieure (° 18 novembre 1731)
- 13 septembre : Andrea Mazza, religieux bénédictin, philosophe, historien et antiquaire italien (° 21 novembre 1724)
- 17 octobre : Jean-François Hubert, prélat canadien, évêque de Québec (° 23 février 1739)
- 25 octobre : Benoît Lempereur, prêtre bénédictin réfractaire, condamné à mort (° 8 décembre 1747)
- 27 octobre : Philibert Genetet, prêtre et homme politique français (° 21 novembre 1727)
- Novembre : Baldassarre Oltrocchi, religieux, érudit, philologue et bibliographe italien (° 6 août 1714)
- 11 novembre : Giuseppe Toaldo, prêtre, astronome et météorologue italien (° 11 juillet 1719)